# محمد منير (لاعب كرة قدم)
محمد منير أحمد المعتصم (مواليد 17 أبريل 1982) لاعب كرة قدم أردني يجيد اللعب في مركز الدفاع مع منتخب الأردن الوطني والحسين إربد في الدوري الأردني.

## روابط خارجية
- محمد منير على موقع ناشيونال فوتبول تيمز (الإنجليزية)
- محمد منير على موقع Soccerway.com (الإنجليزية)